# Borredà
Borredà és un municipi de la comarca del Berguedà, originat entorn de l'església de Santa Maria, bastida el 856 i cedida al Monestir de Santa Maria de Ripoll per Guifré el Pilós.
Borredà està situat a mig camí de la muntanya i del pla que s'estén (43,45 km) a cavall del Berguedà, el Ripollès i Osona. Qualsevol dels camins i carreteres que porten a Borredà o recorren el seu terme municipal són per anar a poc a poc. Envoltat de bosc de pi i faig, es gaudeix d'un panorama captivador durant qualsevol estació de l'any: s'hi poden trobar totes les tonalitats del verd a la primavera i tots els matisos del roig a la tardor.

Hi ha un servei d'autobusos que uneixen Borredà amb Berga, Ripoll i d'altres poblacions veïnes.

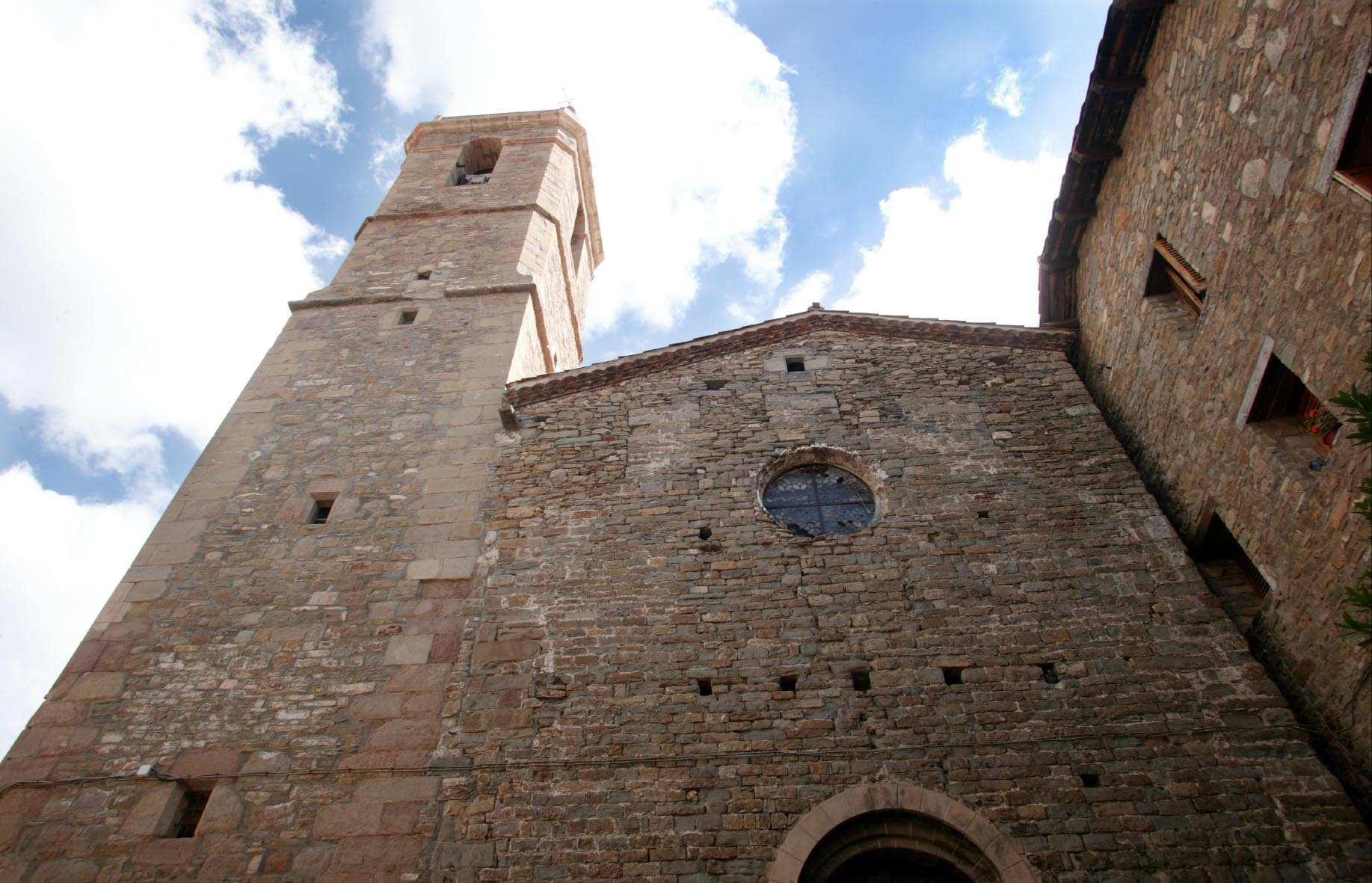
Església de Santa Maria

## Geografia
- Llista de topònims de Borredà (Orografia: muntanyes, serres, collades, indrets..; hidrografia: rius, fonts...; edificis: cases, masies, esglésies, etc).

## Demografia
| 1497 f | 1515 f | 1553 f | 1717 | 1787  | 1857  | 1877  | 1887 | 1900 | 1910 |
| ------ | ------ | ------ | ---- | ----- | ----- | ----- | ---- | ---- | ---- |
| 3      | 3      | 22     | 533  | 1.353 | 1.293 | 1.073 | 693  | 837  | 863  |

| 1920 | 1930  | 1940 | 1950 | 1960 | 1970 | 1981 | 1990 | 1992 | 1994 |
| ---- | ----- | ---- | ---- | ---- | ---- | ---- | ---- | ---- | ---- |
| 955  | 1.090 | 892  | 863  | 747  | 590  | 488  | 436  | 443  | 443  |

| 1996 | 1998 | 2000 | 2002 | 2004 | 2006 | 2008 | 2010 | 2012 | 2014 |
| ---- | ---- | ---- | ---- | ---- | ---- | ---- | ---- | ---- | ---- |
| 471  | 457  | 485  | 497  | 508  | 530  | 609  | 604  | 594  | 540  |

| 2016 | 2018 | 2020 | 2022 | 2024 | 2026 | 2028 | 2030 | 2032 | 2034 |
| ---- | ---- | ---- | ---- | ---- | ---- | ---- | ---- | ---- | ---- |
| 495  | 456  | 464  | 448  | 419  | -    | -    | -    | -    | -    |

## Activitats
Borredà és un poble viu i ple d'animació que compta amb una escola de música, cursets de teatre, de balls de saló i de natació, classes d'aeròbic i karate i esplais pels més petits. Fruit d'aquesta animació són les diverses associacions culturals i esportives que s'han format: un club de petanca, un esbart, una colla de grallers, un grup de geganters que porten el gall Radulf, símbol del poble, un grup de dimonis, un de teatre i fins i tot un orquestra no professional amb més de dotze components. D'entre les variades festes i celebracions més assenyalades cal esmentar: la matança del porc i la trobada de gegants el tercer diumenge de febrer, la festa major el penúltim cap de setmana d'agost, el concurs de pintura a l'aire lliure, la fira del gall i la cavalcada de reis.
Entre les activitats relacionades amb l'esport i l'oci cal destacar la possibilitat de practicar senderisme, amb uns recorreguts tan interessants pel seu contingut històric i arquitectònic (cal recordar que es tracta d'un dels indrets on el desenvolupament del romànic va tenir una importància cabdal) com per l'encís i esplendor dels paisatges, la fauna i la vegetació.
L'escalada l'espeleologia, els esports nàutics a l'embassament de la Baells, la pesca en els rierols que envolten Borredà i sobretot a la riera de Merlès, passejades a cavall i esquí a les properes pistes de La Molina i La Masella a les que s'arriba ràpidament pel Túnel del Cadí.

## Hostaleria i turisme
Al terme municipal de Borredà s'hi poden trobar diverses cases de turisme rural, cases de colònies i tres càmpings. Al nucli urbà hi ha diversos establiments d'alimentació i hostaleria on es poden trobar i assaborir els productes naturals i artesans típics de la comarca, com són els embotits: llonganissa, bull, fuet, llonganisseta (tastet), la botifarra negra i blanca, les carns de vedella i xai, formatges, bolets, verdures i productes de l'horta entre els quals cal destacar un tipus de ceba allargada i molt dolça pròpia d'aquesta zona i pa de forn pastat a mà. Una particularitat original i curiosa de Borredà és que gairebé totes les botigues d'alimentació tenen instal·lat a la rebotiga un servei de bar, però no un petit taulell com acostuma a passar a molts pobles de muntanya, sinó un autèntic i ben condicionat bar amb taules parades on, fins i tot, s'hi pot dinar. En totes aquestes botigues, així com als diversos bars, restaurants i càmpings, es poden degustar les especialitats culinàries de la zona.

## Allotjaments turístics
- Hotel Rural i Camping Campalans

## Borredanesos notables
- Ramon Tor i Desheures (Borredà, 1880 - Barcelona, 1950) fou un dramaturg, actor i poeta català.[2]
- Josep Manso i Solà, general de l'exèrcit.
- Joan Roma i Cunill, polític, ex alcalde ex diputat de la Generalitat de Catalunya.